# Zeche Ignatius
Die Zeche Ignatius ist ein ehemaliges Steinkohlenbergwerk im Bochumer Stadtteil Stiepel, Ortsteil Haar. Das Bergwerk wurde mehrmals stillgelegt und wieder in Betrieb genommen. Das Bergwerk befand sich nördlich der heutigen Hülsbergstraße.

## Bergwerksgeschichte

### Die Anfänge
Am 28. November des Jahres 1748 wurde die Mutung auf eine im Hülsenberge befindliche Lagerstätte eingelegt. Als Muter traten Jürgen Heinrich Wünnenberg, Heinrich Stollmann, H. J. Haarmann und F. Brockhaus auf. Bei der Lagerstätte handelte es sich um eine Kohlenbank, die bereits in früheren Jahren bearbeitet worden war. Das Feld hatte die Abmessung von einer Fundgrube plus zehn Maaßen. Bereits vor dem Jahr 1750 wurde in einem Flöz Abbau betrieben, danach wurde das Bergwerk für mehrere Jahre in Fristen erhalten. Im Jahr 1755 wurde das Grubenfeld vermessen. Im Jahr 1761 ging das Bergwerk wieder in Betrieb. Im Jahr 1763 wurde ein Stollenquerschlag aufgefahren, bei diesem Stollenquerschlag handelte es sich um den Oberstollen. Der Stollen wurde ausgehend aus dem Mittelkamps Siepen in südlicher Richtung bis ins Flöz aufgefahren. Im Flözniveau wurde der Stollen streichend in östlicher Richtung weitergefahren. Bei der weiteren Auffahrung traf man auf viele geologische Störungen. Die Durchörterung der Störungen machte es erforderlich, dass die Gewerken Zubuße bezahlen mussten. Im Jahr 1772 wurde durch den St. Georgen-Erbstolln ein neuer Stollen aufgefahren. Der Stollen wurde Tiefer Ignatius Stollen genannt und war geplant, um weitere Kohlenvorräte aufzuschließen. Der Stollen wurde in Richtung Osten aufgefahren und erreichte eine Gesamtlänge von 414 Metern. Im Jahr 1775 wurde das Feld Ignatius mit Nebenbank in den Unterlagen des Bergamts genannt. In den Jahren 1777 und 1778 war das Bergwerk in Betrieb. Im Jahr 1781 wurde die Zeche Ignatius stillgelegt. Im Jahr 1782 war das Bergwerk wieder in Betrieb und im darauffolgenden Jahr wurde es erneut stillgelegt.

### Die weiteren Jahre bis zur Konsolidation
Im Jahr 1784 war das Bergwerk bereits eine längere Zeit stillgelegt. Am 1. Juni des Jahres 1784 stattete der Leiter des märkischen Bergreviers, der Freiherr vom Stein, dem Bergwerk einen Besuch ab, um es zu befahren. Die Zeche Ignatius war das dritte Bergwerk, welches vom Stein auf seiner Reise durch das märkische Bergrevier befahren wollte. Da das Bergwerk zum Zeitpunkt der Befahrung außer Betrieb war, befuhr er das Bergwerk nicht, sondern überprüfte die Kohlenhalden des Bergwerks. Vom Stein machte in seinem Protokoll Angaben über den Zustand der gelagerten Kohlen. Insbesondere bemängelte vom Stein den schlechten Zustand der gelagerten Kohlen. Die gelagerten Stückkohlen waren, bedingt dadurch, dass die Kohlen sehr weich waren, teilweise schon zu Grus zerfallen. Im Jahr 1831 erwarb der Kaufmann Franz Haniel die Mehrheit der Kuxe des Bergwerks. Am 5. Februar des Jahres 1819 wurde ein Längenfeld verliehen. Im Juli des Jahres 1833 wurde der Tiefe Stollen angesetzt. Das Stollenmundloch befand sich im Mittelkamps Siepen, 220 Meter westlich des alten Stollens. Der neue Tiefe Stollen wurde auch 14,6 Meter tiefer als der alte Stollen angesetzt. Der neue Stollen, der einen tieferen Betrieb ermöglichte, brachte nur wenig Besserung. Die Förderung lag trotz des neuen tieferen Stollens bei drei bis fünf Tonnen Steinkohle. Im Jahr 1835 wurde eine Pferdebahn zur Ruhr angelegt. Die Pferdebahn wurde zusammen mit der Zeche Treue betrieben. Im Jahr 1841 wurde die Zeche Ignatius endgültig stillgelegt. Am 22. November des Jahres 1873 konsolidierte die Zeche Ignatius mit weiteren Zechen zur Zeche Brockhauser Tiefbau.

### Förderung
Die ersten Förderzahlen stammen aus dem Jahr 1836, es wurden 2382 ¼ preußische Tonnen Steinkohle gefördert. Die maximale Förderung wurde im Jahr 1837 erbracht, es wurden 1965 Tonnen Steinkohle gefördert. Nach diesem Fördermaximum ging die Förderung stetig zurück. Die letzten bekannten Förderzahlen des Bergwerks stammen aus dem Jahr 1840, es wurden 1116 ½ preußische Tonnen Steinkohle abgebaut.